# Гогенцоллерн-Зигмаринген, Эйтель Фридрих фон
Эйтель Фридрих фон Гогенцоллерн-Зигмаринген (нем. Eitel Friedrich von Hohenzollern-Sigmaringen; 25 сентября 1582, Зигмаринген, Гогенцоллерн-Зигмаринген. Священная Римская империя — 19 сентября 1625, Бад-Ибург, княжество-епископство Оснабрюк) — немецкий кардинал. Епископ Оснабрюка с 2 октября 1623 по 19 сентября 1625. Кардинал-священник с 11 января 1621, с титулом церкви Сан-Лоренцо-ин-Панисперна с 15 декабря 1621 по 19 сентября 1625.